# Volîțea, Turiisk
Volîțea (în ucraineană Волиця) este un sat în comuna Kliusk din raionul Turiisk, regiunea Volînia, Ucraina.

## Demografie
Componența lingvistică a localității Volîțea
     Ucraineană (96,84%)
     Rusă (2,11%)
Conform recensământului din 2001, majoritatea populației localității Volîțea era vorbitoare de ucraineană (96,84%), existând în minoritate și vorbitori de rusă (2,11%).